# Final da Copa Libertadores da América de 1998
A Final da Copa Libertadores da América de 1998 foi a decisão da 39° edição da Copa Libertadores da América. Foi disputado o título entre Vasco da Gama, do Brasil e Barcelona, do Equador nos dias 12 e 26 de Agosto. Na primeira partida, disputada no Estádio São Januário, no Rio de Janeiro, vitória do Vasco da Gama por 2 a 0. Jogando fora de casa, a equipe brasileira voltou a vencer, desta vez pelo placar de 2 a 1, no Estádio Monumental Isidro Romero Carbo, em Guayaquil, e obteve seu título com apenas duas derrotas (uma para o Chivas e outra para o Grêmio) em todo o campeonato.

## Transmissão

### No Brasil
No Brasil os jogos foram transmitidos ao vivo pela Rede Globo na TV Aberta e pela SporTV na TV por assinatura.

### No Equador
No Equador os jogos foram transmitidos ao vivo pela Gama TV na TV Aberta e pela TVC Sports Premium-TVC Sports 2 na TV por assinatura.

## Caminho até a final
Os finalistas classificaram-se diretamente para a segunda fase do torneio, a fase de grupos, sem necessidade de passar pela primeira, também conhecida como "pré-Libertadores", no Brasil ou "play-offs de la Copa", como é mais conhecida na América Latina.
| Equipe             | Pts | J | V | E | D | GP | GC | SG |
| ------------------ | --- | - | - | - | - | -- | -- | -- |
| Grêmio             | 12  | 6 | 4 | 0 | 2 | 6  | 5  | +1 |
| Vasco da Gama      | 8   | 6 | 2 | 2 | 2 | 7  | 4  | +3 |
| América            | 8   | 6 | 2 | 2 | 2 | 6  | 5  | +1 |
| Chivas Guadalajara | 6   | 6 | 2 | 0 | 4 | 2  | 7  | -5 |

|                    | AME | CHI | GRE | VAS |
| ------------------ | --- | --- | --- | --- |
| América            | –   | 2-0 | 1-2 | 1–1 |
| Chivas Guadalajara | 0–1 | –   | 1-0 | 1-0 |
| Grêmio             | 1-0 | 2-0 | –   | 1-0 |
| Vasco da Gama      | 1-1 | 2-0 | 3-0 | –   |

| Equipe                 | Pts | J | V | E | D | GP | GC | SG |
| ---------------------- | --- | - | - | - | - | -- | -- | -- |
| América de Cali        | 11  | 6 | 3 | 2 | 1 | 10 | 5  | +5 |
| Barcelona de Guayaquil | 9   | 6 | 2 | 3 | 1 | 5  | 3  | +2 |
| Atlético Bucaramanga   | 7   | 6 | 2 | 1 | 3 | 5  | 6  | -1 |
| Deportivo Quito        | 5   | 6 | 1 | 2 | 3 | 3  | 9  | -6 |

|                        | AME | BUC | BSC | QUI |
| ---------------------- | --- | --- | --- | --- |
| América de Cali        | –   | 2-2 | 1-1 | 2–1 |
| Atlético Bucaramanga   | 0–1 | –   | 1-0 | 2-0 |
| Barcelona de Guayaquil | 1-0 | 2-0 | –   | 0-0 |
| Deportivo Quito        | 0-4 | 1-0 | 1-1 | –   |

### Fase final
| Adversário  | Local | Placar |
| ----------- | ----- | ------ |
| Cruzeiro    | Casa  | 2–1    |
| Cruzeiro    | Fora  | 0–0    |
| Grêmio      | Fora  | 1–1    |
| Grêmio      | Casa  | 1–0    |
| River Plate | Casa  | 1–0    |
| River Plate | Fora  | 1–1    |

| Adversário          | Local | Placar   |
| ------------------- | ----- | -------- |
| Colo-Colo           | Casa  | 2–1      |
| Colo-Colo           | Fora  | 2–2      |
| Bolívar             | Fora  | 1–1      |
| Bolívar             | Casa  | 4–0      |
| Cerro Porteño (pen) | Casa  | 1–0      |
| Cerro Porteño (pen) | Fora  | 1–2(4-3) |

## Detalhes

### Jogo de ida
| 12 de agosto  | Vasco da Gama            | 2 – 0     | Barcelona de Guayaquil | Estádio São Januário, Rio de Janeiro        |
| 21:40 (UTC-3) | Donizete 7' · Luizão 35' | Relatório |                        | Público: 36 273 Árbitro: URU Gustavo Méndez |

| Vasco da Gama | Barcelona |

| VASCO DA GAMA: |    |                |     |     |
|                |    |                |     |     |
| GO             | 1  | Carlos Germano |     |     |
| DF             | 10 | Vágner         |     |     |
| DF             | 3  | Odvan          | 6'  |     |
| DF             | 4  | Mauro Galvão   |     |     |
| DF             | 5  | Luisinho       |     |     |
| MC             | 6  | Felipe         |     |     |
| MC             | 8  | Nasa           |     | 66' |
| MC             | 19 | Juninho        |     | 82' |
| MC             | 16 | Pedrinho       |     | 66' |
| AT             | 9  | Luizão         | 24' |     |
| AT             | 7  | Donizete       |     |     |
| Reservas:      |    |                |     |     |
| GO             | 12 | Márcio Cazorla |     |     |
| DF             | 2  | Vítor          |     | 66' |
| MC             | 15 | Alex           |     | 66' |
| DF             | 18 | Válber         |     | 82' |
| MC             | 11 | Ramon          |     |     |
| AT             | 21 | Mauricinho     |     |     |
| AT             | 22 | Sorato         |     |     |
| Treinador:     |    |                |     |     |
| Antônio Lopes  |    |                |     |     |

| BARCELONA:        |    |                         |     |     |
|                   |    |                         |     |     |
| GO                | 1  | José Francisco Cevallos | 63' |     |
| DF                | 2  | Luis Gómez              |     | 35' |
| DF                | 24 | Holger Quiñonez         |     |     |
| DF                | 3  | Jimmy Montanero         |     |     |
| DF                | 6  | Luis Capurro            |     |     |
| MC                | 25 | Roberto Macias          |     | 55' |
| MC                | 16 | Julio Rosero            |     | 45' |
| MC                | 8  | Marcelo Morales         | 9'  |     |
| MC                | 15 | Washington Aires        |     |     |
| AT                | 26 | Antony de Ávila         |     |     |
| AT                | 11 | Nicolás Asencio         |     |     |
| Reservas:         |    |                         |     |     |
| GO                | 12 | Emilio Valencia         |     |     |
|                   | 23 | Wagner Rivera           |     | 35' |
| DF                | 18 | Raúl Noriega            |     |     |
| DF                | 17 | Fricson George          |     | 55' |
| MC                | 5  | Héctor Carabalí         |     | 45' |
|                   | 10 | Angel Sotelo            |     |     |
|                   | 7  | Carlos Yanes            |     |     |
| Treinador:        |    |                         |     |     |
| Rubén Darío Insúa |    |                         |     |     |

### Jogo de volta
| 26 de agosto  | Barcelona de Guayaquil | 1 – 2     | Vasco da Gama             | Estádio Monumental Isidro Romero Carbo, Guayaquil |
| 20:10 (UTC-5) | de Avila 79'           | Relatório | Luizão 24' · Donizete 45' | Público: 72 000 Árbitro: ARG Javier Castrilli     |

| Barcelona | Vasco da Gama |

| BARCELONA:        |    |                         |     |     |
|                   |    |                         |     |     |
| GO                | 1  | José Francisco Cevallos |     |     |
| DF                | 18 | Raúl Noriega            |     | 46' |
| DF                | 3  | Holger Quiñonez         | 90' |     |
| DF                | 24 | Jimmy Montanero         | 67' |     |
| DF                | 2  | Luis Gómez              | 40' |     |
| MC                | 5  | Héctor Carabalí         | 78' |     |
| MC                | 8  | Marcelo Morales         |     |     |
| DF                | 17 | Fricson George          |     |     |
| MC                | 13 | Agustin Delgado         | 91' |     |
| AT                | 26 | Antony de Ávila         | 25' |     |
| AT                | 11 | Nicolás Asencio         |     |     |
| Reservas:         |    |                         |     |     |
| GO                | 12 | Emilio Valencia         |     |     |
|                   | 4  | Alberto Montaño         |     |     |
| DF                | 6  | Luis Capurro            |     |     |
|                   | 7  | Carlos Yanes            |     |     |
| MC                | 15 | Washington Aires        |     | 46' |
| MC                | 16 | Julio Rosero            |     |     |
|                   | 23 | Wagner Rivera           |     |     |
| Treinador:        |    |                         |     |     |
| Rubén Darío Insúa |    |                         |     |     |

| VASCO DA GAMA: |    |                |     |     |
|                |    |                |     |     |
| GO             | 1  | Carlos Germano | 70' |     |
| DF             | 10 | Vágner         |     |     |
| DF             | 3  | Odvan          | 10' |     |
| DF             | 4  | Mauro Galvão   |     |     |
| DF             | 5  | Luisinho       |     | 87' |
| MC             | 6  | Felipe         | 95' |     |
| MC             | 8  | Nasa           |     |     |
| MC             | 19 | Juninho        | 55' |     |
| MC             | 16 | Pedrinho       |     | 74' |
| AT             | 9  | Luizão         |     | 82' |
| AT             | 7  | Donizete       | 93' |     |
| Reservas:      |    |                |     |     |
| GO             | 12 | Márcio Cazorla |     |     |
| MC             | 11 | Ramon          | 78' | 74' |
| DF             | 15 | Alex           |     | 82' |
| MC             | 17 | Nélson         |     |     |
| DF             | 18 | Válber         |     |     |
| AT             | 21 | Mauricinho     |     |     |
| DF             | 2  | Vítor          |     | 87' |
| Treinador:     |    |                |     |     |
| Antônio Lopes  |    |                |     |     |